# Villegouin
Villegouin é uma comuna francesa na região administrativa do Centro, no departamento Indre. Estende-se por uma área de 24,12 km². Em 2010 a comuna tinha 329 habitantes (densidade: 13,6 hab./km²).